# Jason John Nassau
Jason John Nassau (1893–1965) fue un astrónomo estadounidense.

## Semblanza
Estudió en la Universidad de Syracuse, donde se doctoró en matemáticas en 1920, con una tesis titulada "Some Theorems in Alternants" (Algunos Teoremas sobre Alternantes). Profesor ayudante en el Instituto Case de Tecnología en 1921, se dedicó a la enseñanza de la astronomía, convirtiéndose en el primer catedrático de esta especialidad desde 1924 hasta 1959 en aquella institución. Presidió la división de licenciados desde 1936 hasta 1940, y fue profesor emérito a partir de 1959.
Desde 1924 hasta 1959 dirigió el Observatorio Warner y Swasey de la Universidad Case Western Reserve (CWRU) en Cleveland, Ohio. Nassau realizó estudios pioneros sobre la estructura de las galaxias, localizó un nuevo cúmulo estelar, codescubrió en 1961 dos estrellas novas, y desarrolló una técnica para estudiar la distribución de las estrellas rojas (de la clase M o más frías).

## Honores
- La Estación Astronómica Nassau en el Observatorio Warner y Swasey conmemora su nombre.
- El Premio Jason J. Nassau, establecido por la Sociedad Astronómica de Cleveland en 1965. Se otorga anualmente a un estudiante sénior excepcional en el Departamento de Astronomía de la CWRU.
- El Premio de Servicio Jason J. Nasssau, establecido por Sociedad Astronómica de Cleveland en 2007 para reconocer las contribuciones y el liderazgo ejemplares en la comunidad astronómica local, nacional e internacional.
- El cráter lunar Nassau conmemora su nombre.[1]
- El asteroide (9240) Nassau también lleva su nombre. Fue descubierto el 31 de mayo de 1997.[2]